# Leon Nilson
Oskar Leonard (Leon) Nilson, född 3 april 1887 i Helsingborg, död 1976 i Lund, var en svensk arkitekt och företagsledare. 
Nilson studerade i Berlin 1910–1912 och i Zürich 1912–1914. Han bedrev egen arkitektverksamhet och var verkställande direktör i AB Ignaberga Kalksten från 1918. Han var ordförande i kommunalfullmäktige och folkskolestyrelsen samt kyrkvärd. Han var styrelseledamot i Svenska Kalkförsäljnings AB från 1918, i Båstads Kalkindustri AB från 1937, Svenska arkitekters riksförbund 1940–1942 och i Arkitektföreningen för södra Sverige 1938–1940. Han var korresponderande ledamot av Kungliga Vitterhetsakademien.
Han var far till Torsten Leon-Nilson.